# Karl Skomal
Karl Skomal (* 7. Januar 1863 in Bielsko-Biała; † 26. November 1915 in Trier) war ein deutsch-schlesischer Künstler, Lehrer und Direktor der neu errichteten Handwerker- und Kunstgewerbeschule sowie der gewerblichen Fortbildungsschule in Trier.

## Leben
Karl Skomal besuchte von 1869 bis 1874 zunächst die Volksschule in Bielitz und von 1878 bis 1883 die Oberrealschulen in Bielitz und Wien. Im Anschluss begann er u. a. bei Hermann Herdtle ein Studium an der 
Kunstgewerbeschule des Museums für Kunst und Gewerbe in Wien. Bereits während seines Studiums übernahm er kleinere Aufträge des Kunstgewerbes, u. a. für das Glaswarenhandelshaus J. & L. Lobmeyr und für die Tonindustrie Ziegelfabrik und Bauprodukte Wienbergen fertigte er Foto-Zinkografien an. Von 1880 bis 1882 und 1884 arbeitete er zeitweise im Atelier des Architekten Leopold Theyer. Weiterhin arbeitete er für den Wiener Hoflieferanten für Holzgalanteriewaren Carl Stenzel und für Bruno Buchers dreibändige Geschichte der technischen Künste zeichnete er mehrere Goldwaren.
Ab 1883 unterrichtete er vier Jahre lang als nebenamtlicher Lehrer das Fach Freihandzeichnen an der Allgemeinen Zeichenschule im VI. Wiener Bezirk Mariahilf. Im Wintersemester 1886/87 arbeitete er als Hilfslehrer für Freihandzeichnen und Formenlehre an der Wiener Stadtgewerbeschule für Werkmeister. Die Wiener Ausbildungsstätte an der Skomal lehrte, galt neben der Berliner Kunstgewerbeschule bei der im Jahre 1887 gegründeten Kunstgewerbeschule in Magdeburg als Vorbild, weil sie zu der Zeit wie kaum eine andere den Erfordernissen einer sich rasch entwickelnden Industriegesellschaft nachkam. Von 1888 bis 1900 ging er als inzwischen erfolgreicher Lehrer nach Magdeburg, um dort als Kunstgewerbelehrer an der Handwerker- und Kunstgewerbeschule zu arbeiten. Hier unterrichtete u. a. die Fächer Ornamentales Fachzeichnen sowie Zeichnen nach Modellen und weiterhin betreute er noch die anstaltseigene Bibliothek. Im März 1900 wurde Skomal durch das Preußische Staatsministerium für Handel und Gewerbe zum Gründungsdirektor der Gewerblichen Fortbildungsstätte Trier berufen. 1905 wurde der Schule unter seiner Leitung ein Bauhandwerkerkurs angegliedert. Einen Diektionsposten an der Gewerblichen Schule Aachen hatte er bereits 1904 abgelehnt.
1910 erhielt er seine Ernennung zum Professor. 1911 besuchte er in der Zeit der Schulumstrukturierung seine früheren Kollegen in Magdeburg, um sich mit ihnen fachlich auszutauschen. An der Trierer Schule betreuten im Jahr 1912 inzwischen 30 bis 40 Lehrkräfte, unter ihnen auch Heinrich Tessenow, bis zu 1.000 Schüler. Bei der Ausgestaltung des neuen Schulgebäudes am Paulusplatz in Trier hatte Skomal ebenfalls einen bedeutenden Anteil. Nach seinem Tod im November 1915 hieß es: „Skomals Verdienste liegen v. a. im Bemühen um den Aufbau der Trierer Kunstgewerbeschule, bei der er wesentliche Elemente der Kunstschul-Reformbewegung, für die er sich seit der Magdeburger Zeit engagiert hatte, einführte“.

## Auszeichnungen
- 1912: Roter Adlerorden IV. Klasse